# Borová Lada
Borová Lada là một làng thuộc huyện Prachatice, vùng Jihočeský, Cộng hòa Séc.